# Udo Lindenberg
Udo Lindenberg, född 17 maj 1946 i Gronau, är en tysk rockmusiker, författare och målare. Med hittills över 40 musikalbum som i flera fall nådde höga listplaceringar i Tyskland, Österrike och Schweiz är han en av de främsta tyska rockmusikerna. Lindenberg är även känt för sina politiska aktiviteter. Han har en socialdemokratisk inställning och startade flera projekt mot nynazism. Före Östblockets sammanfall hade han flera uppmärksammade diskussioner med Östtysklands regering. För sina aktiviteter att normalisera relationen mellan Öst- och Västtyskland fick Lindenberg 1989 Bundesverdienstkreuz.Udo Lindenberg är gift med sångerskan Nena.

## Diskografi (album)
- 1971 Lindenberg (på engelska)
- 1972 Daumen im Wind
- 1973 Alles klar auf der Andrea Doria (första gången med bandet Panikorchester)
- 1974 Ball Pompös
- 1975 Votan Wahnwitz
- 1975 No Panic (på engelska)
- 1976 Galaxo Gang
- 1976 Das Waldemar Wunderbar-Syndikat
- 1976 Sister King Kong
- 1977 Panische Nächte
- 1978 Dröhnland Symphonie
- 1978 Geen Paniek (på nederländska)
- 1978 Lindenbergs Rock Revue
- 1979 Der Detektiv – Rock Revue II
- 1979 Livehaftig (live, dubbelskiva)
- 1980 Panische Zeiten
- 1981 Udopia
- 1982 Intensivstationen (live, dubbelskiva)
- 1982 Keule
- 1983 Odyssee
- 1983 Lindstärke 10 (live)
- 1984 Götterhämmerung
- 1985 Sündenknall
- 1985 Radio Eriwahn
- 1986 Phönix
- 1987 Feuerland
- 1987 I don't know who I should belong to (på engelska)
- 1988 Hermine (Lindenberg sjungar låtar från 1929 till 1988)
- 1988 Gänsehaut (ballader, sampler)
- 1988 Lieder statt Briefe (på tyska och ryska, med Alla Pugatjova)
- 1988 Casa Nova (med Zeus B Held)
- 1989 Bunte Republik Deutschland
- 1990 Live in Leipzig (live)
- 1991 Ich will dich haben
- 1991 Gustav
- 1992 Panik Panther
- 1993 Benjamin
- 1994 Hut Ab (tyska musiker sjunger Lindenbergs låtar)
- 1995 Kosmos
- 1996 Und ewig rauscht die Linde
- 1996 Berlin (på engelska)
- 1997 Live 1996
- 1997 Belcanto (med Deutsches Filmorchester Babelsberg)
- 1998 Zeitmaschine (med Freundeskreis)
- 1998  Raritäten... & Spezialitäten
- 1999 30 Jahre Lindenberg (Best Of)
- 2000 Der Exzessor
- 2000 Das 1. Vermächtnis (3 CD Best of)
- 2000 Das Beste mit und ohne Hut
- 2001 Ich schwöre: das volle Programm (live dubbel-CD)
- 2002 Atlantic Affairs
- 2003 Panikpräsident (nyinspelning, Best of)
- 2003 Free Orbit (Re-Release)
- 2003 Die Zweite mit und ohne Hut
- 2004 Kompletto – Alle Hits (dubbel-CD)
- 2004 Absolut (Best of dubbel-CD)
- 2005 Die Kollektion 1971 - 82 (4 CD-Box)
- 2006 Damenwahl (bara duetter)
- 2006 Panik mit Hut (Best of dubbel-CD)
- 2008 Stark wie Zwei
- 2016 Stärker als die Zeit  (dubbel-CD)